# Nonlinearity
Nonlinearity is een internationaal, aan collegiale toetsing onderworpen wetenschappelijk tijdschrift op het gebied van de
toegepaste wiskunde.
Het wordt uitgegeven door IOP Publishing namens het Institute of Physics en de London Mathematical Society en verschijnt 12 keer per jaar
Het eerste nummer verscheen in 1988.